# フラボノリグナン
フラボノリグナン (flavonolignan) 類は、フラボノイド部とリグナン部からなる天然フェノール類である。

## 例
マリアアザミ (Silybum marianum) シリマリン混合物に含まれているフラボノリグナン類には、シリビニン、シリクリスチン、シリジアニン、デヒドロシリビン、デオキシリシスチン、デオキシシリジアニン、シランドリン、シリビノム、シリヘルミン、ネオシリヘルミンがあり、in vitroでも生成可能である。シリビニンはマリアアザミの根に含まれているが、シリマンジンは果実に含まれている。
ヒドノカルピンはOnopordon corymbosumに含まれており、合成も可能である。
スクテラプロスチンA、B、C、D、E、FはScutellaria prostrataから単離でき、合成も可能である。
ヒドノウィグチンはHydnocarpus wightiana種子から単離できる。
フラボン類のトリシンに由来する3種のフラボノリグナン類がエンバク (Avena sativa) から単離されている。
アマゾンの樹木Hymeneae palustrisからはパルスタチンが単離されている。
サルコリンAおよびBはヤマヒジキ (Salsola collina) から単離される。
コニフェリルアルコールとフラボノールヘルバセチンの7.8-ジヒドロキシ基との酸化的カップリング生成物であるロジオリンはイワベンケイ (Rhodiola rosea) の根茎に含まれている。

## 配糖体
フラボノリグナン類のトリシン 4'-O-(エリトロ-β-グアイアシルグリセリル) エーテルおよびトリシン 4'-O-(トレオ-β-グアイアシルグリセリル) エーテルは7-O-グルコシドと共にHyparrhenia hirtaの葉から単離される。